# Бут (аргонавт)
Бут (дав.-гр. Βούτης, ім'я означає «волопас») — персонаж давньогрецької міфології, аргонавт, син Пандіона і Зевксіппи, брат Ерехтея, Філомели і Прокни. Згідно з деякими джерелами він займався бортництвом.
Коли корабель аргонавтів «Арго» пропливав мимо сирен, під впливом їхнього заманюючого співу кинувся в море, бажаючи до них допливти. Афродіта перенесла його до Сицилії в місто Лілібей, де й народила від нього сина Ерікса.